# چیفلیک (صربستان)
چیفلیک (به صربی: Čiflik) یک روستا در صربستان است که در بلا پالانکا واقع شده‌است.